# Gerlind Plonka-Hoch
 Gerlind Plonka-Hoch (* 1966) ist eine deutsche Mathematikerin und Hochschullehrerin. Sie ist Professorin am Institut für Numerische und Angewandte Mathematik an der Georg-August-Universität Göttingen.

## Leben und Werk
Gerlind Plonka-Hoch wurde 1993 bei Manfred Tasche an der Universität Rostock mit der Dissertation Periodische Lagrange- und Hermite-Spline-Interpolation promoviert. Sie habilitierte 1995 an der Universität Rostock in Numerik und Approximationstheorie. Nach einer Professur an der Universität Duisburg-Essen wurde sie Professorin an der Georg-August-Universität Göttingen.
Die Schwerpunkte ihrer Forschung liegen in den Bereichen Numerische Fourier-Analysis, Wavelet-Theorie, Regularisierungsmethoden und nichtlineare Diffusion, Schnelle Algorithmen und deren numerische Stabilität sowie in den Anwendungen in der Signal- und Bildverarbeitung.

## Auszeichnungen und Ehrungen
- 1997 erhielt sie den Heinz-Maier-Leibnitz-Preis der Deutschen Forschungsgemeinschaft.
- 2016 hielt sie die Emmy Noether Lecture der Deutschen Mathematiker-Vereinigung.[2]

## Veröffentlichungen (Auswahl)
- mit Daniel Potts, Gabriele Steidl, Manfred Tasche: Numerical Fourier Analysis. Springer International Publishing (Verlag), 2018, ISBN 978-3-030-04305-6.
- mit G. Steidl: A multiscale wavelet inspired scheme for nonlinear diffusion. Duisburg Essen Univ. 2005.
- Can locally linearly independent refinable function vectors have infinitely many holes? Duisburg UD, Fachbereich Mathematik, 2001.
- Easy path wavelet transform a new adaptive wavelet transform for sparse representation of two-dimensional data. Duisburg Essen Univ. 2008